# Халед Аль-Захер
Халед Аль-Захер (араб. خالد الظاهر, нар. 2 вересня 1972) — сирійський футболіст, що грав на позиції півзахисника, насамперед за низку грецьких клубних команд, а також за національну збірну Сирії.

## Клубна кар'єра
У дорослому футболі дебютував 1996 року виступами за команду «Хуррії» (Алеппо), в якій провів два сезони. 
Своєю грою за цю команду привернув увагу представників тренерського штабу клубу «Проодефтікі», до складу якого приєднався 1998 року. Відіграв за клуб з Коридаллоса наступні п'ять сезонів своєї ігрової кар'єри. Більшість часу, проведеного у складі «Проодефтікі», був основним гравцем команди. Згодом два сезони провів у складі «Халкідони» та один сезон у «Фрасивулосі».
Протягом 2006–2008 років грав у Лівані за «Тадамон Сур», а завершував ігрову кар'єру на батьківщині у складі «Аль-Іттіхада» (Алеппо), за який виступав протягом 2008—2009 років.

## Виступи за збірну
1996 року дебютував в офіційних матчах у складі національної збірної Сирії. Того ж року у її складі був учасником кубка Азії в ОАЕ.
Загалом протягом дев'ятирічної кар'єри в національній команді провів у її формі 23 матчі, забивши 6 голів.